# Doida por Ti
Doida Por Ti é uma telenovela portuguesa, da autoria de Maria João Mira. Foi exibida originalmente entre 24 de outubro de 2012 e 14 de março de 2014, na estação de televisão TVI.
A ação da telenovela decorre em Lisboa, Odivelas e Cascais. Apesar de não ser um dos focos principais da telenovela, em várias situações retratadas em Doida Por Ti há referências a fenómenos relacionados com a crise económico-financeira portuguesa da primeira metade da década de 2010, como a alta taxa de desemprego.

## Sinopse
Olívia (Sara Matos) está apaixonada por Miguel (Afonso Pimentel), sem saber que ele é um mentiroso e que na verdade mantém uma relação com Bianca (Vera Kolodzig), mulher do seu irmão David (João Catarré). Quando descobrir a verdade, o amor que sente por Miguel vai transformar-se em ódio e Olívia nunca mais será a mesma.
Olívia é doida por Miguel. Ele é o homem dos seus sonhos. Acredita ela, porque mal o conhece. Na realidade, Miguel é um playboy de poucos escrúpulos que, além de muitos outros, mantém um romance secreto com a noiva do irmão.
Bianca também é doida por Miguel. O casamento com David, o irmão dele, é um negócio que convém às respetivas famílias.
David não é doido por ninguém. Nunca teve tempo para isso. É o filho bem comportado que fez sempre o que se esperava dele. Vai casar com Bianca porque é o seu dever.
Miguel sofre um atentado que quase o mata. É salvo por Olívia que vê realizado, o sonho de estar perto dele. Mas, pouco a pouco, a vida secreta de Miguel, a relação com Bianca e os negócios escuros em que ele se mete para manter a vida de playboy, vão assombrando o que parecia ser a felicidade perfeita. E ali perto, mesmo muito perto, está David, que nunca se permitiu gostar de ninguém…
Carmo (Luísa Cruz) é insegura e carente, obcecada com a infidelidade do marido. Mas Mário (Paulo Pires) é discreto e ela não consegue provar as suas suspeitas. Mal sonha Carmo que tem o inimigo dentro de casa: Soraia (Patrícia Tavares), a sua manicura, que mantém uma relação escaldante com Mário. Carmo contrata uma atriz para seduzir o marido e lhe fornecer a prova de que precisa. Mas Tânia (Núria Madruga), a atriz contratada, acaba por traí-la, envolvendo-se com Mário num caso escaldante que leva Carmo à beira da loucura. A sua companheira de infortúnio é Soraia, que também se sente traída. E as duas unem-se numa cruzada contra a inimiga comum. Mas Tânia tem uma agenda escondida. Um motivo obscuro para se cruzar com Carmo e que se sobrepõe a tudo. Até ao seu amor por Nando (Vítor Fonseca)…
Carlos (André Nunes) é um enfermeiro desempregado, apaixonado pela mulher, Soraia. A vida corre-lhe de mal a pior. Perde a casa e é forçado a morar com os sogros, Preciosa (Manuela Couto) e Abel (João Lagarto). Este não gosta do genro e faz-lhe a vida negra. Esgotadas todas as possibilidades, Carlos responde a um anúncio para tratar de um milionário doente. E transforma-se em Carlota Rufino, enfermeira particular. Em casa do patrão, Carlos conhece a afilhada deste, Gabi (Júlia Belard), por quem se apaixona sem o poder revelar. Mas tudo pode mudar quando Carlos descobre que a mulher, Soraia, não era, afinal, o que ele esperava dela…
Vanessa (Gabriela Barros) é uma especialista em conquistas difíceis. Quando vem para Lisboa morar com a prima Eduarda (Marta Andrino), encontra-a apaixonada sem esperança por Beto (Lourenço Ortigão), o vizinho do lado. Ajudar a prima é uma missão em que Vanessa se empenha a fundo. Mas quem se aproxima demais do fogo, pode queimar-se…
Rita (Sílvia Rizzo) e Samuel (Fernando Luís) puseram sempre a carreira à frente da família, investindo num futuro em que poderiam estar todos juntos. Trabalharam por todo o lado, deixando o filho, Martim (João Pacheco), ao cuidado dos avós. Quando a crise económica os obriga a regressar, dos Estados Unidos, estão sem nada. E com uma família para construir…

## Elenco
- Sara Matos - Olívia Pimenta Pessoa (Protagonista)
- Afonso Pimentel - Miguel Prado Campelo (Antagonista)
- João Catarré - David Prado Campelo (Protagonista)
- Vera Kolodzig - Bianca Pessoa (Antagonista)
- Paulo Pires - Mário Varela (Antagonista)
- Luísa Cruz - Maria do Carmo Sousa Prado Varela (Co-Protagonista)
- Almeno Gonçalves - Vasco Pessoa (Co-Protagonista)
- André Nunes - Carlos Cardoso / Carlota Rufino (Co-Protagonista)
- Patrícia Tavares - Soraia Gomes Antunes Cardoso (Co-Protagonista)
- Manuela Couto - Preciosa Gomes Antunes
- João Lagarto - Abel da Costa Antunes
- Lourenço Ortigão - Alberto (Beto) Lopes
- Júlia Belard - Maria Gabriela (Gabi) Matos Campelo
- Núria Madruga - Tânia Ferreira/Prado
- Sílvia Rizzo - Rita Galhardo
- Fernando Luís - Samuel Galhardo
- Maria Henrique - Maria de Fátima Lampreia
- Marta Andrino - Maria Eduarda (Duda) Gomes
- Gabriela Barros - Vanessa Gomes Rufino
- Sara Barros Leitão - Joana Prado Varela
- Vítor Fonseca - Fernando (Nando) Saraiva
- Ana Catarina Afonso - Rute Serafim
- Rodrigo Paganelli - Rui Carlos (Ruca) Antunes Cardoso
- João Pacheco - Martim Galhardo
- Pedro Cunha - Filipe (Pipo) Lampreia

### Participação especial
- Rita Ribeiro - Gisela Sousa Prado Campelo

### Atores convidados
- António Capelo - Leonardo Campelo
- Filomena Gonçalves - Marília Gomes

### Elenco adicional
- Catarina Siqueira - Isaura (Isaurinha)
- Carla Alves
- Carla Galvão - Emília
- Carlos Cunha - Vicente Camacho
- Carlos Nóbrega
- César Costa
- Cristina Aurélio
- Elisabete Piecho - Adélia
- Fábio Beirão
- Fátima Severino - Anita
- Fernando Maia
- Fernando Tavares Marques
- Filipa Maia - Raquel
- Francisco Macau - Mico Mãozinhas
- Gin Va - Weng Chang
- Guida Maria - Mimi
- Joana Bastos
- João Brás
- João Craveiro
- João de Brito
- Inês Conde - Bianca Pessoa (Jovem)
- Luís Miguel Simões
- Luís Romão - Inspector Martins
- Manuel Lourenço - Médico
- Márcia Leal - Jornalista
- Margarida Videira
- Maria José - Sra. Eugénia Lampreia (mãezinha)
- Miguel Jesus
- Miguel Martins
- Miguel Partidário
- Nuno Figueira
- Patrícia Pinheiro
- Pedro Jervis - Recepcionista do hospital
- Pedro Sousa - Nelson Mendes
- Ricardo Comba
- Ricardo Vieira
- Rúben Gomes - José Manuel (Zé Manel) Carneiro
- Sandra Figueiro
- Sérgio Grilo
- Teresa Faria - Alda
- Welket Bungué

## Banda Sonora
1. Expensive Soul – ''O Amor é Mágico'' (Tema de genérico)
2. Cae - "Small Talk"
3. Cintura – "Bom Batom"
4. Mesa – "Ele Domina"
5. Carolina Deslandes – "Não É Verdade"
6. David Carreira – "Só Tu e Eu"
7. André Sardet – "Para, Escuta e Olha"
8. Susana Félix – "Meia Palavra"
9. The Black Mamba – "Canção de Mim Mesmo"
10. Filipe Pinto – "Escolher Sentença"
11. SEDA – "Paixão"
12. HMB – "Não Me Deixes Partir"
13. Lúcia Moniz – "Como Um Fio de Luz"
14. Balla – "Natureza Humana" (tema de Bianca)
15. Juli Fábián & Zoohacker – "Girly"
16. Aurea – "Scratch My Back"
17. Jorge Vadio – "Mulher Saloia"
18. José Dias – "Dia Mau"
19. Homem dos 7 Instrumentos – "Traz-me Um Chá"
20. Blackout – "Sinfonia do Amor"

## Audiência
Estreou no dia 24 de outubro de 2012 (quarta-feira) com uma audiência média de 7,2% e um share de 19,4%. No dia 21 de fevereiro de 2013, registou o melhor rating - de 12,1% -, tendo sido vista, sensivelmente, por 1,2 milhão de espectadores. O recorde positivo de share deu-se no dia 28 de setembro do mesmo ano, quando a novela registou 27,3%. Os recordes negativos de rating e share ficaram divididos pelos dias 26 de fevereiro de 2014 (3,8%) e 10 de junho de 2013 (16,5%), respetivamente. O último episódio foi transmitido no dia 14 de março de 2014 e registou 6,1% de audiência média e 22,1% de share, não liderando o horário.
Ao fim de 254 episódios, e depois de ter passado pelo horário das 18h, das 19h (horários onde substitiu a longeva soap opera juvenil Morangos Com Açúcar), das 23h de sábado e da 00h dos dias úteis, a novela acaba com uma média de 7,6% de rating e 21,2% de share.

## Reposições
A partir de 24 de julho de 2023 começou a ser reposta na TVI, de segunda a domingo, de madrugada - substituindo Mundo ao Contrário -, sendo que cada episódio emitido nesta reposição foi adicionado à plataforma de streaming da TVI, o TVI Player, após a emissão na TVI. Esta reposição terminou no dia 30 de março de 2024 sendo substituída por uma reposição da telenovela O Beijo do Escorpião. Nesta reposição na TVI, Doida Por Ti contou com legendagem fechada adaptada a surdos (no teletexto), o que não aconteceu na emissão original naquele canal. 
Foi reposta através da TVI Ficção a partir 20 de maio de 2017, de segunda a sábado, às 8h45 e às 16:15, substituindo I Love It.
A telenovela foi também emitida na TVI Internacional, neste caso, em 2022 e 2023, e no extinto canal TVI África, em 2016 e 2017. 